# Henry T. Hazard
Henry Thomas Hazard (ur. 30 lipca 1844, zm. 7 sierpnia 1921) – amerykański polityk, burmistrz Los Angeles w latach 1899-1903.
Doktor nauk prawnych, absolwent Uniwersytetu Michigan w Ann Arbor. Przed objęciem funkcji przez wiele lat pracował jak prawnik miejski (City Attorney) Los Angeles.
W mieście znajduje się park nazwany jego nazwiskiem.